# Ethel Content Field
Ethel Content Field (10 de febrero de 1884 - ) fue una botánica, micóloga, y fitapotóloga estadounidense.
En 1909, realizó la defensa de su tesis doctoral, por la Universidad de Nebraska-Lincoln, donde desarrolló actividades académicas como taxónoma, curadora y científica investigadora senior.

## Algunas publicaciones
- ethel content Field. 1915. Experiments on the susceptibility of sweet potato varieties to stem rot. Phytopathology 6 (3): 163 - 168.

- ----------------------. 1913. Fungous diseases liable to be disseminated in shipments of sugar cane. En U. S. Dept. Agr., BUT. Plant Indus. Cir. 126, p. 3-13, 7 fig.[6]

- p.l. Ricker, w.a. Peterson, ethel content Field. 1913. Miscellaneous Papers. Fasc. 126 de Circular (United States. Bureau of Plant Industry) Publicó U.S. Government Printing Office, 35 p.

- l.l. Harter, ethel content Field. 1913. A Dry Rot of Sweet Potatoes Caused by "Diaporthe Batatatis". Publicó U.S. Government Printing Office, 38 p.

- william allen Orton, ethel content Field. 1910. WWart Disease of the Potato; a Dangerous European Disease Liable to Be Introduced Into the United States. Fasc. 52 de U.S. Dep. of Agric. Bureau of plant industry, 11 p.

- ethel content Field. 1909. Ethel Content Field, "Effect of acidity upon cultural growth of several fungi". ETD collection for University of Nebraska - Lincoln. Paper AAIEP32806.

- La abreviatura «E.C.Field» se emplea para indicar a Ethel Content Field como autoridad en la descripción y clasificación científica de los vegetales.[7]